# Maria Rydhagen
Maria Elisabeth Rydhagen, född 6 juli 1969 i Ystad, är en svensk journalist, föreläsare och översättare, och tidigare chefredaktör för Kvällsposten.
Rydhagen har sedan 1998 arbetat som krönikör och reporter på Expressen och Kvällsposten. Hon har också varit tv- och bokrecensent och krönikör på tidningen. Maria Rydhagen har även tidigare varit krönikör på Resumé.
År 1983 gav hon ut diktsamlingen Maria, 13, och 2008 boken Tony Pallon & kärleken. Rydhagen har medverkat i Kanal Lokal i Skåne flera gånger. Hon har även 1990 översatt Themes of a Sicklelander av Martin Biko till svenska från engelska.
Mellan åren 2020 och 2023 var hon chefredaktör, tjänsten drogs in helt efter att Kvällspostens redaktion minskades, och hon återgick till att vara journalist.